# Amigos do Barba
Amigos do Barba é uma escola de samba do carnaval de São Gonçalo. Desde que foi criada, está no grupo de acesso do Carnaval da cidade, tendo obtido uma sequência de vice-campeonatos.

## História
O embrião do que viria a ser a agremiação foi criado por volta de 2002, o "Bloco dos Amigos do Barba", que desfilava pelas ruas do bairro de Marambaia. Barba é o apelido pelo qual é conhecido Lenilson Peixoto, fundador e presidente da atual escola de samba. Em 2006, o grupo recebeu convite para filiação à liga de São Gonçalo.
Foi vice-campeã do segundo grupo de São Gonçalo entre 2008 e 2012. Nesse último ano, recebeu um prêmio "Estandarte do Carnaval".

## Segmentos

### Presidentes
| Nome                              | Mandato        | Ref.  |
| --------------------------------- | -------------- | ----- |
| Lenilson Peixoto da Silva "Barba" | ? - atualidade | [ 1 ] |

## Carnavais
| 2008 | Vice-campeã | Acesso |                                              |           |                               | [ 1 ]             |  |  |  |
| 2009 | Vice-campeã | Acesso |                                              |           |                               | [ 1 ]             |  |  |  |
| 2010 | Vice-campeã | Acesso |                                              |           |                               | [ 1 ] [ 4 ] [ 5 ] |  |  |  |
| 2011 | Vice-campeã | Acesso | As quatro fases da lua iluminando o Carnaval |           |                               | [ 1 ] [ 6 ]       |  |  |  |
| 2012 | Vice-campeã | Acesso | Amazônia                                     | Eni Silva | Beto Marambaia e Renato Silas | [ 1 ] [ 7 ]       |  |  |  |
| 2013 | 3º lugar    | Acesso |                                              |           |                               | [ 8 ]             |  |  |  |
| 2014 |             | Acesso |                                              |           |                               |                   |  |  |  |
| 2015 |             | Acesso |                                              |           |                               |                   |  |  |  |
| 2016 |             | Acesso |                                              |           |                               |                   |  |  |  |
|      |             |        |                                              |           |                               |                   |  |  |  |